# Tabuaeran
Tabuaeran, ook bekend onder de Engelse naam Fanning, is een van de Line-eilanden in de Grote Oceaan en behoort tot de Republiek Kiribati. 
Het atol werd op 11 juni 1798 ontdekt door de Amerikaan Edmund Fanning en was in die tijd onbewoond. Halverwege de 19e eeuw werd Tabuaeran gekoloniseerd door de Britse kapitein Henry English, samen met 150 arbeiders uit Manihiki, om op het eiland kokosolie te produceren. English plaatste Tabuaeran in 1855 onder Britse protectie en in 1888 werd het eiland formeel geannexeerd door de Britse kapitein William Wiseman. In 1939 werd Tabuaeran een onderdeel van de Britse Gilbert- en Ellice-eilanden, welke in 1978 en 1979 onafhankelijk werden onder de namen Tuvalu (Ellice-eilanden) en Kiribati (Gilbert-eilanden). 
Tegenwoordig telt Tabuaeran ongeveer 2500 inwoners.